# Camilo Balza Donatti
Camilo Balza Donatti (Mapire, Anzoátegui; 7 de enero de 1927 - Maracaibo, Zulia; 27 de septiembre de 2020) fue un abogado, escritor, poeta, investigador literario y periodista venezolano.

## Biografía
Se radicó en el Zulia desde finales de la década de 1950 para desempeñarse como docente. Fue un acucioso investigador de la literatura venezolana y, sobre todo, amplio conocedor de la literatura en el Zulia, formador de nuevos valores de la investigación y recopilador de la producción poética y narrativa de la región en amplios volúmenes, que aún permanecen inéditos. Así mismo destacó como cuentista imaginativo y de buena factura y poeta de una fina sensibilidad venezolanista.
Obtuvo el primer premio en el Concurso de Ensayo del liceo Peñalver de Ciudad Bolívar (1946); primer premio en el Concurso de Poesía sobre Manaure del Centro Histórico del estado Falcón (1956); segundo premio del IX Concurso de Cuentos de la Facultad de Humanidades y Educación de LUZ (1971); primer premio en el Concurso de Cuentos y de Ensayos de la Gobernación del estado Zulia (1977); Primer Premio del Concurso Literario de Cuento y Poesía del Colegio de Abogados del estado Zulia (19980), con el cuento Chabela Nur tenía los ojos de azahar; Premio Regional de Literatura Jesús Enrique Lossada, Mención Cuento (1993), otorgado por la Gobernación del estado Zulia; mención en el Premio Udón Pérez (1997) de la Asamblea Legislativa del estado Zulia; I Bienal José Vicente Abreu, mención Poesía con la obra Octosílabos del horizonte (2013). El  5 de octubre de 2019, recibió la Orden “Juan Besson”, otorgada por la Academia de Historia del Estado Zulia, entre otras importantes distinciones.
Fue fundador de la revista Provincia e Integrante del grupo Signo en San Cristóbal, coordinador general y director de publicaciones del Instituto Zuliano de la Cultura, presidente de la Asociación de Escritores de Venezuela, seccional Zulia. Así mismo, individuo de número de la Academia de Historia del estado Zulia y, además, asesor honorario y epónimo del Centro de Escritores Zulianos.
Ejerció el periodismo desde El Luchador de Ciudad Bolívar (1946), corresponsal de El Nacional en esa misma ciudad, redactor de La Esfera y Élite y colaborador de la Revista Nacional de Cultura, El Nacional, El Universal, Panorama, Vanguardia de San Cristóbal, entre otras publicaciones del país. Docente desde 1947 en institutos públicos y privados del país, así como locutor desde 1951, coordinador cultural del INCIBA, director de Cultura y Bienestar Social del Ministerio del Trabajo para el occidente del país, Inspector del Trabajo en el Zulia y Fiscal del Ministerio Público en el estado Lara. Dejó inédita, entre otras obras importantes, una monumental antología titulada Dos siglos de poesía en el Zulia.
En la tarde del domingo 27 de septiembre cesó la vida del poeta, a la edad de 93 años. Sultana del Lago Editores editó de su libro más reciente de manera póstuma: “Poemas ecuatoriales“.

## Libros
Tierra del Corazón. San Cristóbal: Ediciones del grupo Signo, 1950, p. 59.
Canto al Lago de Maracaibo. San Cristóbal: Tip. Texas, 1950, p. 28.
Aspectos Venezolanos. Caracas: Ediciones Librería Venezuela, 1955, p. 159.
Reino de Soledad. Madrid: Edit. Magisterio Español, 1955, p. 68.
Los Días Abandonados. Maracaibo: Universidad del Zulia, Facultad de Humanidades y Educación, 1965, p. 83 (Artes y Letras, IX).
Literatura Universal. Maracaibo: Fondo Editorial de Cultura Venezolana, 1967, p. 325. (Col. Docencia, 1).
Literatura Hispanoamericana (Comp.). Maracaibo: Fondo Editorial de Cultura Venezolana, 1967, p. 732. (Col. Docencia, 2).
La Literatura Hispanoamericana Vista por varios Autores (Comp.). Maracaibo: Fondo Editorial de Cultura Venezolana, 1967.
Cuento. Maracaibo: Universidad del Zulia, Facultad de Humanidades y Educación, 1972, p. 59-78 (Obra Colectiva que incluye su cuento “Relámpago Sur”).
Las Vertientes. Maracaibo: Instituto Zuliano de la Cultura, 1973, p. 125.
Zumba que Zumba. Maracaibo: Edit. de la Universidad del Zulia, 1973, p. 114.
Sonetos del Campo y del Amor. Maracaibo: A.E.V., Seccional Zulia, 1975, p. 59 (Cuadernos Literarios, 1).
Elías Sánchez Rubio. Maracaibo: Universidad del Zulia, Dirección de Cultura, 1975, p. 42 (Biblioteca Escolar, 4).
El Tránsito Atormentado de Elías Sánchez Rubio. Maracaibo: Instituto Zuliano de la Cultura, [1976] p. 71.
Los Estuarios Vacíos. Caracas: A.E.V., 1983, p. [89] (Cuadernos Literarios, 162).
Las Catedrales Azules. Maracaibo: Editorial de la Universidad del Zulia/ Fondo Editorial “Orlando Araujo”, 1993, p. 114.
Poesía y Humor en la Prensa del Zulia. Maracaibo: Alcaldía del municipio Maracaibo, 1996.
Semblanza de Mario Briceño Iragorry. Maracaibo: Universidad del Zulia, Secretaría, Comisión del Centenario del Nacimiento de Mario Briceño Iragorry, 1997, p. 15.
Trópicos. Maracaibo: Gobernación del estado Zulia, Secretaría de Cultura, 1998, p. 113, ilus. (“Prólogo” por Ramón Escudero). Colección “Madréporas”.
Desnuda Permanencia. Fondo Editorial de la Asociacion de Escritores del  Zulia. 2002.
Las vigilias ausentes. Maracaibo: Universidad del Zulia, Facultad de Humanidades y Educación, Editorial de la Universidad del Zulia (Ediluz), 2007, p. 65.
Palabras peregrinas. Maracaibo: Academia de Historia del Estado Zulia, 2008, p. 261.
Imágenes para el contraste. Maracaibo: Academia de Historia del Estado Zulia, 2012, p. 294.
Octosílabos del horizonte. San Fernando de Apure: Fundación Editorial El perro y la rana, Red de Escritores y Escritoras Socialistas de Venezuela, 2013, p. 98.  (Colección Bienal José Vicente Abreu).